# 袁鳳
袁鳳（1435年—？），字朝陽，江西新淦縣人，萬全蔚州衛官籍，明朝政治人物。進士出身。

## 生平
早年出身國子生，山西鄉試第二十五名。成化十一年（1475年）乙未科會試第一百六十九名，殿試登進士第三甲第一百零八名。

## 家族
曾祖父袁思文，曾任千戶。祖父袁克超，贈千戶。父亲袁永宣。